# Лоб, Дженис
Дже́нис Лоб (англ. Janice Loeb; 6 декабря 1902, США — 18 февраля 1996, Новый Орлеан, Луизиана, США) — американская сценаристка, кинорежиссёр

, кинооператор и кинопродюсер документальных фильмов. Дважды номинантка на премию «Оскар» (1949, 1950) в номинациях «Лучший документальный полнометражный фильм» и «Лучший оригинальный сценарий», соответственно, оба раза за документальный фильм «Молчаливый» (1948).

## Биография и карьера
Дженис Лоб родилась 6 декабря 1902 года в США.
В 1946 году Лоб, как продюсер, сформировала компанию «Film Documents» совместно с режиссёром Сидни Мейерсом, оператором Элен Левитт и продюсером Уильямом Левиттом.
За свою карьеру Лоб сняла три документальных фильма. В 1948 году вышли две её первые работы, «Молчаливый» и «На улицах», за первых из которых она получила две номинации на премию «Оскар» — за «Лучший документальный полнометражный фильм» (1949) и «Лучший оригинальный сценарий» (1950). В 1950 году она выступила в качестве продюсера своего третьего и финального фильма, «Лестница», который был номинирован на премию «Оскар» в номинации «Лучший документальный короткометражный фильм».
Лоб скончалась 18 февраля 1996 года в Новом Орлеане (штат Луизиана, США) на 94-м году жизни.